# Эггерс, Сигюрдюр
Си́гюрдюр Э́ггерс (исл. Sigurður Eggerz; 1 марта 1875, Бордейри, Исландия — 16 ноября 1946, Рейкьявик) — премьер-министр Исландии как автономии с 21 июля 1914 до 4 мая 1915 и как независимой страны с 7 мая 1922 до 22 марта 1924.

## Биография
Родился 1 марта 1875 года в деревне Бордейри. В 1903 году окончил юридический факультет Копенгагенского университета.
Член альтинга в 1911—1915, 1916—1926 и 1927—1931 гг., министр финансов в правительстве Йоуна Магнуссона в 1917—1920 годах. Один из основателей в 1929 партии независимости. C 1925 по 1930 год был директором Центрального банка Исландии.
Зять Кристьяна Йонссона, премьер-министра Исландии в 1912—1913 гг.
Умер 16 ноября 1946 года в Рейкьявике в возрасте 71 года.